# Foca-de-weddell
A foca-de-weddell (Leptonychotes weddellii) é uma foca carnívora que vive na Antárctida, mais concrectamente no mar de Weddell de onde provém o seu nome. Atinge pouco mais de 3 m e até 600 kg. Existem entre 250 mil e 800 mil em volta da Antártida, mas a concentração é maior no mar de Weddell, com pequenas colônias no arquipélago Órcadas do Sul e na ilha Georgia do Sul. 
A pele cinza, com manchas mais claras, a ajuda a se camuflar com as pedras, quando está em terra. A espécie permanece no continente e em ilhas próximas mesmo no inverno, e usa os dentes caninos e incisivos como uma serra: girando a cabeça em semi círculo, a foca estilhaça o duro gelo que cobre o mar, para cavar aberturas que usa como respiradouros. São encontrados buracos de 40 a 50 cm de diâmetro em locais onde o gelo tem 1 m de espessura. A perda desses dentes é um provável fator de mortalidade dessa foca, predadas também por orcas e focas-leopardo. No inverno, a foca-de-weddell vive e até dorme na água, onde a temperatura, em torno dos 2°C negativos, é mais agradável que os 20° a 40°C negativos da atmosfera. A espécie comunica-se por cantos modulados, que ecoam no fundo e no teto de gelo e são ouvidos a quilômetros de distância. Um sonar biológico permite que nade quase 2 km sob o gelo e depois ache seu respiradouro. Mergulha a mais de 700 m e por mais de uma hora, em busca de peixes, cefalópodes, krill e outras presas. Alimenta-se e acasala-se na água, e os filhotes nascem sobre o gelo, com cerca de 30 kg. A mãe só volta à água em três semanas, quando a cria já pode nadar. O recém-nascido ganha até 15 kg por semana, graças ao alto teor de gordura (60%) do leite materno.
1. ↑  ciencia hoje, maio de 1999 "as simpáticas focas da antártida"